# FK Znamia Trouda Orekhovo-Zouïevo
Maillots
Le Znamia Trouda (russe : «Знамя Труда») est un club de football russe fondé en 1909 et basé à Orekhovo-Zouïevo. Il s'agît de l'un des plus vieux clubs de Russie encore en activité.
Il évolue en quatrième division russe depuis la saison 2023-2024.

## Histoire
Fondé en 1909, le club connaît une multitude de noms durant son existence, les plus notables étant Krasnoïé Znamia de 1936 à 1937 puis de 1946 à 1957, Zvezda entre 1938 et 1945 et Spartak-Orekhovo de 1997 à 2002. Le nom Znamia Trouda est quant à lui adopté dans un premier temps entre 1958 et 1992, avant de redevenir l'actuel nom du club à partir de 2003. 
Durant l'ère soviétique, le club évolue à plusieurs reprises dans les divisions professionnelles. L'événement le plus notable de cette période est l'accession à la finale de la Coupe d'URSS en 1962, perdue face au Chakhtar Donetsk. Durant son parcours, le Znamia Trouda parvient à éliminer successivement le Dinamo Léningrad, le Spartak Moscou, le Dinamo Kirovabad ainsi que le Spartak Erevan.
Après la dissolution de l'Union soviétique, le club est intégré dans la nouvelle troisième division russe en 1992, dont il est directement promu à l'issue de la saison. Son passage en deuxième division se révèle très bref, avec une relégation à l'issue de la saison 1993. Il retrouve le second échelon en 1999, mais finit une fois de plus relégué à la fin de la saison. Le club évolue depuis lors en troisième division, à l'exception d'un passage de trois saisons au niveau amateur entre 2004 et 2006.

## Bilan sportif

### Palmarès
| Période russe | Période soviétique |
| - Coupe de Russie - Huitièmes de finale : 1995. - Championnat de Russie de D2 - Dix-huitième : 1993. - Championnat de Russie de D3 - Vainqueur de groupe : 1998. - Championnat de Russie de D4 - Vainqueur de groupe : 1996. - Championnat de Russie amateur - Vainqueur de groupe : 2006. | - Coupe d'Union soviétique - Finaliste : 1962. - Championnat d'Union soviétique de D2 - Troisième : 1949. - Championnat d'Union soviétique de D3 - Vainqueur de groupe : 1964 et 1983. |

### Classements en championnat
La frise ci-dessous résume les classements successifs du club en championnat d'Union soviétique.
La frise ci-dessous résume les classements successifs du club en championnat de Russie.

### Bilan par saison
Légende
- Deuxième ou finaliste de la compétition
- Promotion en division supérieure
- Relégation en division inférieure

#### Période soviétique
| Saison    | Championnat       | Championnat       | Championnat       | Championnat       | Championnat       | Championnat       | Championnat       | Championnat       | Championnat       | Championnat       | Coupe d'URSS          |
| Saison    | Division          | Pos               | Pts               | J                 | V                 | N                 | D                 | BP                | BC                | Diff              | Coupe d'URSS          |
| --------- | ----------------- | ----------------- | ----------------- | ----------------- | ----------------- | ----------------- | ----------------- | ----------------- | ----------------- | ----------------- | --------------------- |
| 1936      | Championnat local | Championnat local | Championnat local | Championnat local | Championnat local | Championnat local | Championnat local | Championnat local | Championnat local | Championnat local | 64es de finale        |
| 1937      | Championnat local | Championnat local | Championnat local | Championnat local | Championnat local | Championnat local | Championnat local | Championnat local | Championnat local | Championnat local | 64es de finale        |
| 1938      | Championnat local | Championnat local | Championnat local | Championnat local | Championnat local | Championnat local | Championnat local | Championnat local | Championnat local | Championnat local | Huitièmes de finale Q |
| 1939-1948 | Championnat local | Championnat local | Championnat local | Championnat local | Championnat local | Championnat local | Championnat local | Championnat local | Championnat local | Championnat local | —                     |
| 1949      | 2e Russie 4       | 3e                | 35                | 26                | 13                | 9                 | 4                 | 45                | 21                | +24               | Seizièmes de finale   |
| 1950-1957 | Championnat local | Championnat local | Championnat local | Championnat local | Championnat local | Championnat local | Championnat local | Championnat local | Championnat local | Championnat local | Championnat local     |
| 1958      | 2e Zone 2         | 10e               | 31                | 30                | 11                | 9                 | 10                | 34                | 51                | -17               | Quarts de finale      |
| 1959      | 2e Zone 2         | 10e               | 26                | 28                | 9                 | 8                 | 11                | 33                | 39                | -6                | —                     |
| 1960      | 2e Russie 1       | 5e                | 37                | 30                | 15                | 7                 | 8                 | 60                | 37                | +23               | Finale Q              |
| 1961      | 2e Russie 2       | 9e                | 22                | 24                | 8                 | 6                 | 10                | 35                | 37                | -2                | Demi-finales Q        |
| 1962      | 2e Russie 1       | 4e                | 41                | 32                | 16                | 9                 | 7                 | 51                | 33                | +18               | Finale                |
| 1963      | 3e Russie 2       | 5e                | 36                | 32                | 15                | 6                 | 11                | 53                | 35                | +18               | Huitièmes de finale Q |
| 1964      | 3e Russie 2       | 1er               | 46                | 32                | 19                | 8                 | 5                 | 52                | 27                | +25               | 32es de finale        |
| 1965      | 3e Russie 2       | 11e               | 38                | 36                | 13                | 12                | 11                | 41                | 35                | +6                | Quarts de finale      |
| 1966      | 3e Russie 1       | 5e                | 40                | 32                | 16                | 8                 | 8                 | 50                | 31                | +19               | Quarts de finale Q    |
| 1967      | 3e Russie 1       | 5e                | 38                | 34                | 14                | 10                | 10                | 50                | 37                | +13               | 128es de finale       |
| 1968      | 3e Russie 1       | 6e                | 47                | 38                | 18                | 11                | 9                 | 53                | 30                | +23               | Demi-finales Q        |
| 1969      | 3e Russie 1       | 3e                | 41                | 32                | 12                | 17                | 3                 | 28                | 13                | +15               | —                     |
| 1970      | 4e Russie 2       | 5e                | 41                | 34                | 16                | 9                 | 9                 | 45                | 27                | +18               | —                     |
| 1971-1974 | Championnat local | Championnat local | Championnat local | Championnat local | Championnat local | Championnat local | Championnat local | Championnat local | Championnat local | Championnat local | Championnat local     |
| 1975      | 3e Zone 4         | 14e               | 23                | 32                | 9                 | 5                 | 18                | 41                | 63                | -22               | —                     |
| 1976      | 3e Zone 3         | 10e               | 43                | 40                | 15                | 13                | 12                | 44                | 38                | +6                | —                     |
| 1977      | 3e Zone 3         | 9e                | 39                | 40                | 13                | 13                | 14                | 42                | 47                | -5                | —                     |
| 1978      | 3e Zone 3         | 8e                | 51                | 46                | 18                | 15                | 13                | 43                | 37                | +6                | —                     |
| 1979      | 3e Zone 3         | 11e               | 54                | 48                | 24                | 6                 | 18                | 68                | 51                | +17               | —                     |
| 1980      | 3e Zone 1         | 2e                | 52                | 36                | 24                | 4                 | 8                 | 70                | 24                | +46               | —                     |
| 1981      | 3e Zone 1         | 2e                | 43                | 32                | 18                | 7                 | 7                 | 48                | 26                | +22               | —                     |
| 1982      | 3e Zone 1         | 2e                | 47                | 30                | 20                | 7                 | 3                 | 50                | 8                 | +42               | —                     |
| 1983      | 3e Zone 1         | 1er               | 46                | 30                | 19                | 8                 | 3                 | 54                | 17                | +37               | —                     |
| 1984      | 3e Zone 1         | 4e                | 43                | 32                | 17                | 9                 | 6                 | 66                | 28                | +38               | Seizièmes de finale   |
| 1985      | 3e Zone 1         | 3e                | 43                | 32                | 16                | 11                | 5                 | 67                | 34                | +33               | —                     |
| 1986      | 3e Zone 1         | 4e                | 39                | 30                | 17                | 5                 | 8                 | 52                | 30                | +22               | 64es de finale        |
| 1987      | 3e Zone 1         | 9e                | 29                | 32                | 12                | 5                 | 15                | 40                | 36                | +4                | 64es de finale        |
| 1988      | 3e Zone 1         | 9e                | 41                | 38                | 16                | 9                 | 13                | 54                | 43                | +11               | 64es de finale        |
| 1989      | 3e Zone 1         | 8e                | 45                | 42                | 18                | 9                 | 15                | 58                | 47                | +11               | —                     |
| 1990      | 4e Zone 4         | 17e               | 20                | 32                | 6                 | 8                 | 18                | 21                | 42                | -21               | —                     |
| 1991      | 4e Zone 6         | 11e               | 43                | 42                | 16                | 11                | 15                | 46                | 34                | +12               | —                     |

#### Période russe
| Saison    | Championnat      | Championnat | Championnat | Championnat | Championnat | Championnat | Championnat | Championnat | Championnat | Championnat | Coupe de Russie     |
| Saison    | Division         | Pos         | Pts         | J           | V           | N           | D           | BP          | BC          | Diff        | Coupe de Russie     |
| --------- | ---------------- | ----------- | ----------- | ----------- | ----------- | ----------- | ----------- | ----------- | ----------- | ----------- | ------------------- |
| 1992      | 3e Zone 3        | 2e          | 57          | 40          | 25          | 7           | 8           | 75          | 22          | +51         | —                   |
| 1993      | 2e Ouest         | 18e         | 31          | 42          | 10          | 11          | 21          | 42          | 64          | -22         | 32es de finale      |
| 1994      | 3e Ouest         | 19e         | 21          | 40          | 7           | 7           | 26          | 32          | 78          | -46         | 64es de finale      |
| 1995      | 3e Ouest         | 22e         | 25          | 42          | 7           | 4           | 31          | 28          | 83          | -55         | 256es de finale     |
| 1996      | 4e Zone 4        | 1er         | 63          | 30          | 19          | 6           | 5           | 58          | 25          | +33         | Seizièmes de finale |
| 1997      | 3e Centre        | 16e         | 45          | 40          | 12          | 9           | 19          | 42          | 63          | -21         | 128es de finale     |
| 1998      | 3e Centre        | 1er         | 89          | 40          | 25          | 14          | 1           | 60          | 23          | +37         | 128es de finale     |
| 1999      | 2e               | 22e         | 13          | 42          | 2           | 7           | 33          | 25          | 85          | -60         | Huitièmes de finale |
| 2000      | 3e Centre        | 13e         | 43          | 38          | 11          | 10          | 17          | 34          | 46          | -12         | 64es de finale      |
| 2001      | 3e Centre        | 9e          | 46          | 38          | 13          | 7           | 18          | 41          | 50          | -9          | 256es de finale     |
| 2002      | 3e Centre        | 17e         | 40          | 38          | 9           | 13          | 16          | 24          | 35          | -11         | 128es de finale     |
| 2003      | 3e Centre        | 19e         | 24          | 36          | 6           | 6           | 24          | 26          | 63          | -37         | 256es de finale     |
| 2004      | 4e Podmoskovié   | 9e          | 41          | 30          | 12          | 5           | 13          | 41          | 39          | +2          | 256es de finale     |
| 2005      | 4e Podmoskovié A | 5e          | 56          | 30          | 17          | 5           | 8           | 57          | 28          | +29         | —                   |
| 2006      | 4e Podmoskovié A | 1er         | 75          | 30          | 23          | 6           | 1           | 77          | 22          | +55         | —                   |
| 2007      | 3e Centre        | 12e         | 34          | 30          | 9           | 7           | 14          | 30          | 36          | -6          | —                   |
| 2008      | 3e Centre        | 16e         | 29          | 34          | 6           | 11          | 17          | 30          | 54          | -24         | Tour préliminaire   |
| 2009      | 3e Centre        | 14e         | 33          | 32          | 9           | 6           | 17          | 38          | 50          | -12         | Tour préliminaire   |
| 2010      | 3e Centre        | 15e         | 11          | 30          | 2           | 5           | 23          | 26          | 71          | -45         | 256es de finale     |
| 2011-2012 | 3e Ouest         | 15e         | 21          | 45          | 4           | 9           | 32          | 29          | 99          | -70         | 256es de finale     |
| 2011-2012 | 3e Ouest         | 15e         | 21          | 45          | 4           | 9           | 32          | 29          | 99          | -70         | 256es de finale     |
| 2012-2013 | 3e Ouest         | 12e         | 19          | 26          | 4           | 7           | 15          | 14          | 36          | -22         | 128es de finale     |
| 2013-2014 | 3e Ouest         | 14e         | 30          | 32          | 7           | 9           | 16          | 19          | 52          | -33         | 128es de finale     |
| 2014-2015 | 3e Ouest         | 16e         | 18          | 30          | 4           | 6           | 20          | 21          | 59          | -38         | 128es de finale     |
| 2015-2016 | 3e Ouest         | 12e         | 25          | 28          | 7           | 4           | 17          | 28          | 54          | -26         | 256es de finale     |
| 2016-2017 | 3e Ouest         | 13e         | 16          | 26          | 4           | 4           | 18          | 15          | 47          | -32         | 128es de finale     |
| 2017-2018 | 3e Ouest         | 14e         | 4           | 26          | 1           | 1           | 24          | 12          | 78          | -66         | 32es de finale      |
| 2018-2019 | 3e Ouest         | 7e          | 34          | 24          | 10          | 4           | 10          | 29          | 27          | +2          | 32es de finale      |
| 2019-2020 | 3e Ouest         | 12e         | 15          | 17          | 3           | 6           | 8           | 14          | 23          | -9          | 128es de finale     |
| 2020-2021 | 3e Groupe 2      | 10e         | 33          | 30          | 8           | 9           | 13          | 31          | 39          | -8          | 256es de finale     |
| 2021-2022 | 3e Groupe 2      | 16e         | 25          | 16          | 8           | 1           | 7           | 29          | 21          | +8          | 256es de finale     |
| 2022-2023 | 3e Groupe 2      | 20e         | 21          | 18          | 5           | 6           | 7           | 20          | 26          | -6          | 128es de finale     |
| 2023-2024 | 4e Groupe 2      | en cours    | en cours    | en cours    | en cours    | en cours    | en cours    | en cours    | en cours    | en cours    | 32es de finale      |

## Entraîneurs
La liste suivante présente les différents entraîneurs du club depuis 1958.
- Viktor Jarkov (1958-1959)
- Gueorgui Mazanov (1960-1961)
- Aleksandr Ilitchiov (1962-1966)
- Aleksandr Medakine (1967-1968)
- Iouri Lioudnitski (1970)
- Iouri Zabrodine (1975)
- Mikhaïl Zakharov (1976-1979)
- Viktor Belov (1980-1983)
- Viktor Papaïev (1984)
- Mark Tounis (1985-1986)
- Leonid Chevtchenko (1987)
- Aleksandr Borisenkov (1988-1989)
- Vladimir Mikhaïlov (1990)
- Ievgueni Joutchkov (1991-1992)
- Aleksandr Borisenkov (1992-1993)
- Vladimir Iermitchiov (1993-1994)
- Iouri Karamian (1994)
- Sergueï Bondar (1995)
- Leonid Ostrouchko (1996-1997)
- Sergueï Frantsev (1998-1999)
- Vadim Khnikine (1999)
- Viktor Rodionov (2000)
- Vadim Khnikine (2000)
- Anatoli Kouznetsov (2000-2001)
- Vadim Khnikine (2002)
- Vladimir Ioulyguine (2003)
- Vadim Khnikine (2004)
- Alekseï Sokolov (2004-2005)
- Sergueï Bondar (2006-2009)
- Viktor Nozdryne (juin 2009-juillet 2009)
- Sergueï Boïko (août 2009-décembre 2009)
- Aleksandr Logounov (janvier 2010-août 2010)
- Sergueï Boïko (août 2010-décembre 2010)
- Viktor Pavlioukov (avril 2011-novembre 2011)
- Viatcheslav Lougovkine (2012)
- Galimdjane Khaïroulline (janvier 2013-décembre 2014)
- Aleksandr Averianov (février 2015-juin 2015)
- Sergueï Bondar (juillet 2015-mai 2016)
- Andreï Siomine (juin 2016-mars 2017)
- Vladimir Khodous (avril 2017-août 2017)
- Vassili Rojnov (août 2017-novembre 2017)
- Andreï Siomine (février 2018-juin 2018)
- Vassili Rojnov (juillet 2018-mars 2019)
- Anatoli Kertoake (février 2019-)